# Talang Alai (Air Periukan)
Talang Alai is een bestuurslaag in het regentschap Seluma van de provincie Bengkulu, Indonesië. Talang Alai telt 1293 inwoners (volkstelling 2010).